# Tekstura proceduralna

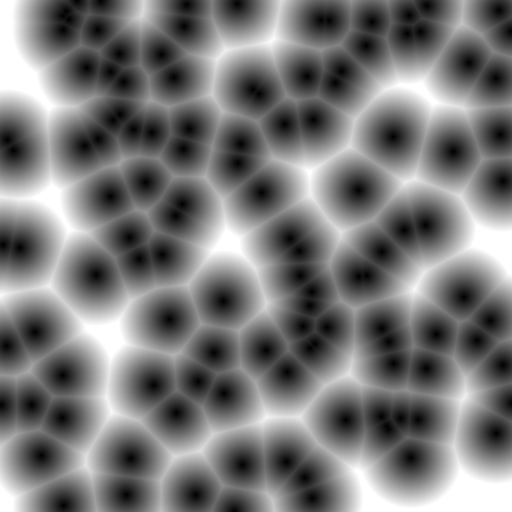
Tekstura komórkowa

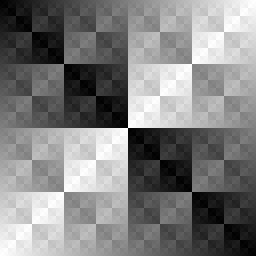
Tekstura XOR

Zbiór Julii

Tekstura proceduralna – tekstura tworzona na podstawie określonych procedur matematycznych (algorytmów). Tekstury proceduralne charakteryzuje praktycznie nieskończona rozdzielczość, bowiem w odróżnieniu od tekstur rastrowych kolor punktu jest funkcją współrzędnych rzeczywistych, a nie całkowitych. Możliwe jest więc dowolne skalowanie takiej tekstury – na tyle, na ile pozwala zastosowana precyzja obliczeń zmiennoprzecinkowych.
Tekstury proceduralne mogą być dwuwymiarowe, wówczas kolor piksela jest funkcją dwóch zmiennych (patrz też: mapowanie). W przypadku niektórych tekstur istnieją warianty trójwymiarowe, gdzie kolor punktu jest funkcją jego współrzędnych przestrzennych. Ważną cechą tekstur proceduralnych jest możliwość animacji ich parametrów (np. kolorów).
Przykładami tekstur proceduralnych są:
- szachownica,
- wzór typu plaster miodu,
- gradient,
- chmury,
- marmur,
- drewno,
- szum Perlina (2 i 3 wymiarowy).

Niektóre programy graficzne pozwalają na różnorakie łącznie tekstur proceduralnych (czy w ogóle tekstur), tj. mieszanie kolorów, maskowanie, wprowadzenie zakłóceń itd. pozwalając uzyskać tym samym za pomocą względnie prostych tekstur składowych bardzo złożone obrazy.